# Book of Kells

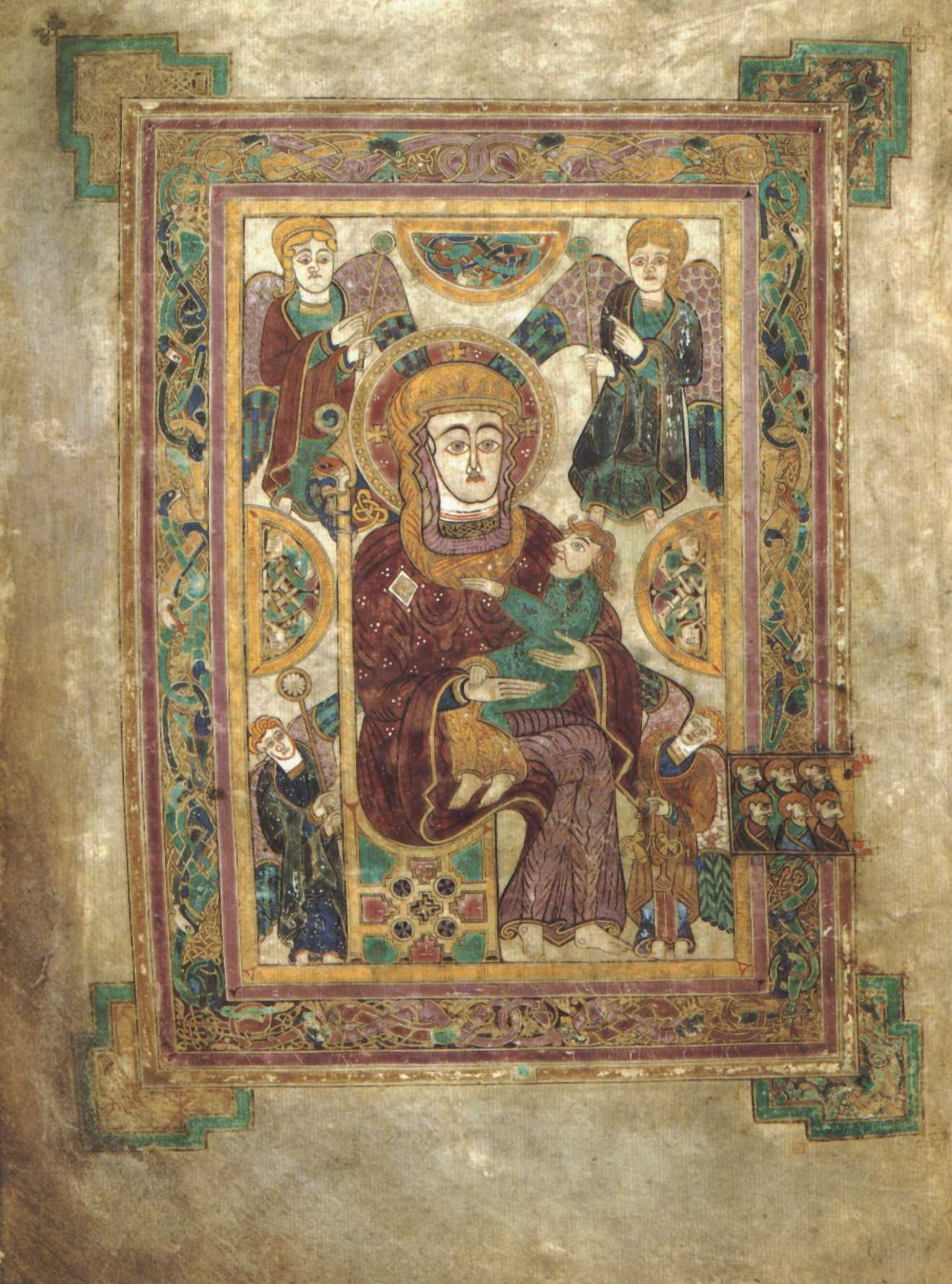
Book of Kells, illumination föreställande Jungfru Maria och Jesusbarnet. Trinity College, Dublin.

Book of Kells är en konstrikt illuminerad avskrift av evangelierna på latin. Den var länge en av skatterna i Columbas kloster på ön Iona.
Book of Kells skapades omkring år 800 av munkar från Iona, och den nämns ofta som mästerverket bland de keltiska handskrifterna.
Numera finns boken till allmän beskådan i Trinity Colleges bibliotek i Dublin.